# Dayaris Mestre
Dayaris Rosa Mestre Álvarez (Sancti Spíritus, 20 de novembre de 1986) és una esportista cubana que competeix en judo, guanyadora de dues medalles en els Jocs Panamericans en els anys 2011 i 2015, i vuit medalles en el Campionat Panamericà de Judo entre els anys 2006 i 2016.

## Palmarès internacional
| Jocs Panamericans    | Jocs Panamericans                       | Jocs Panamericans | Jocs Panamericans |
| Any                  | Lloc                                    | Medalla           | Categoria         |
| -------------------- | --------------------------------------- | ----------------- | ----------------- |
| 2011                 | Guadalajara (Mèxic) Mèxic               | 2                 | –48 kg            |
| 2015                 | Toronto ( Canadà) Canadà                | 1                 | –48 kg            |
| Campionat Panamericà |                                         |                   |                   |
| Any                  | Lloc                                    | Medalla           | Categoria         |
| 2006                 | Buenos Aires ( Argentina) Argentina     | 3                 | –44 kg            |
| 2010                 | San Salvador ( El Salvador) El Salvador | 2                 | –48 kg            |
| 2011                 | Guadalajara (Mèxic) Mèxic               | 2                 | –48 kg            |
| 2012                 | Mont-real ( Canadà) Canadà              | 1                 | –48 kg            |
| 2013                 | San José ( Costa Rica) Costa Rica       | 2                 | –48 kg            |
| 2014                 | Guayaquil ( Equador) Equador            | 1                 | –44 kg            |
| 2015                 | Edmonton ( Canadà) Canadà               | 3                 | –48 kg            |
| 2016                 | l'Havana ( Cuba) Cuba                   | 3                 | –48 kg            |